# Гіґенбах
Гіґенбах — підводний вулкан, розташований у Тихому океані на північний захід від вулкану Маколей за 800 км на північний схід від Нової Зеландії, в районі островів Кермадек, вища точка якого знаходиться на глибині 65 м. Названий на честь геохіміка Вернера Гіґенбаха (англ. Werner Giggenbach). Максимальні глибини досягають 1600 м.
Складений базальтами і дацитами. Знаходиться у 700-метровій кальдері, яку вінчає вулканічний конус. Вулкан оточують вулканічні пагорби, що складаються з андезитів і дацитів. Поверхня в цьому районі покрита пемзою. У вершинному кратері вулкану розвинена гідротермальна активність. У районі активності вулкану знайдені різні кременеві породи і пірити. На ґрунтах вулкану досить товстий шар попелу — це вказує на те, що у минулому вулкан активно вивергався.
Район вулкану унікальний своїм біологічним різноманіттям, яке живе при температурах 70-110 °C. Також ця місцевість багата фауною: морськими їжаками, акулами, м'якими коралами (Alcyonacea), ментициррусами, морськими окунями, водоростевими матами, мідіями, крабами.

## Галерея

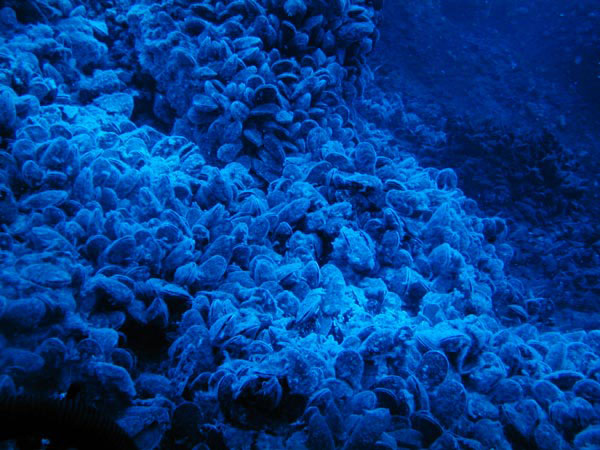
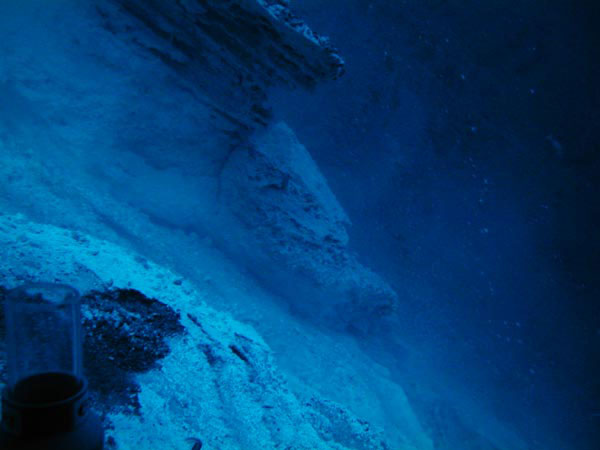
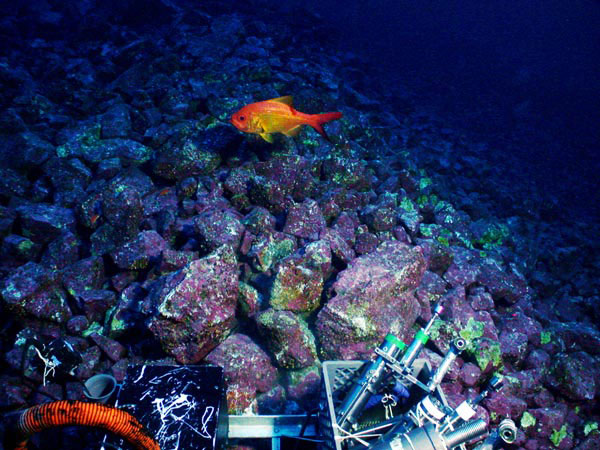
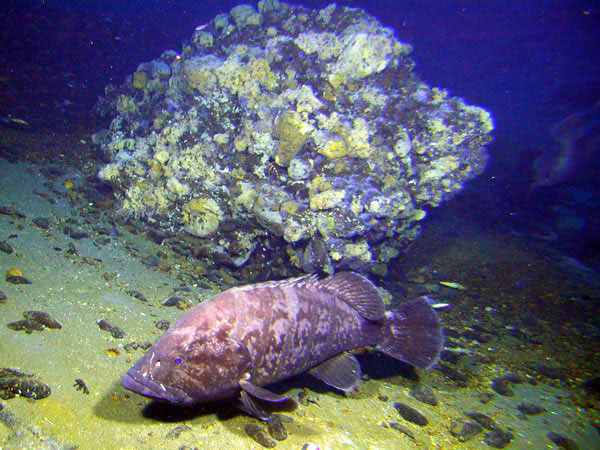
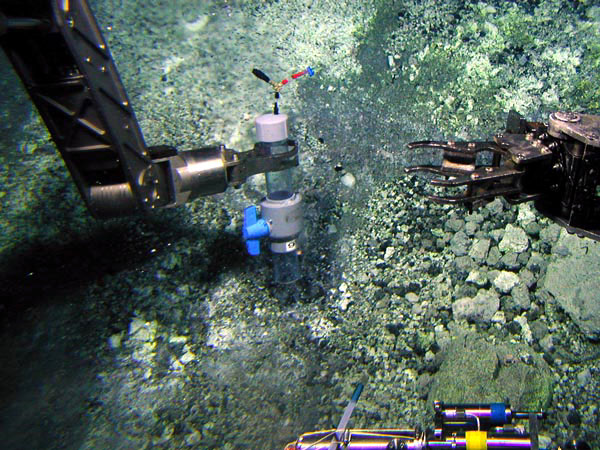
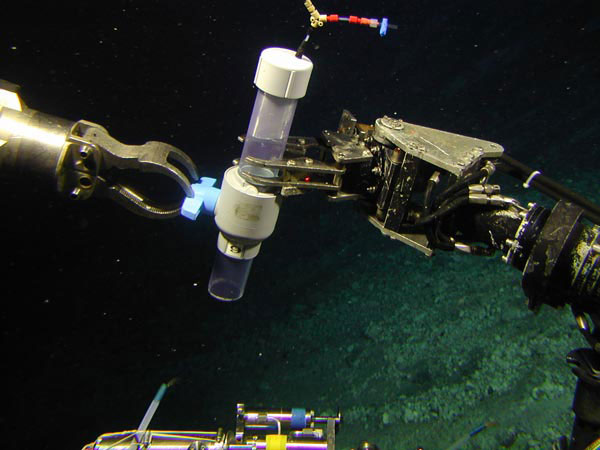
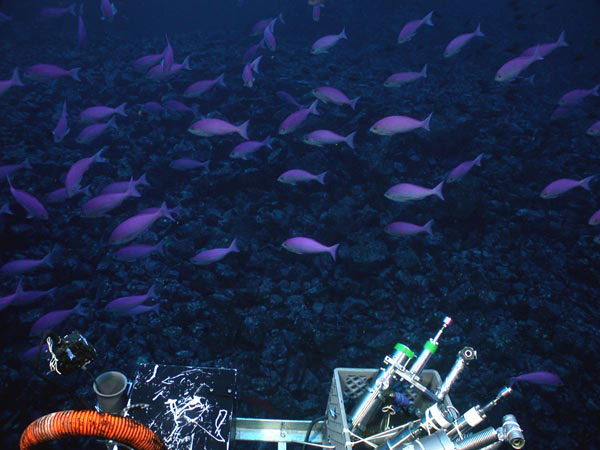
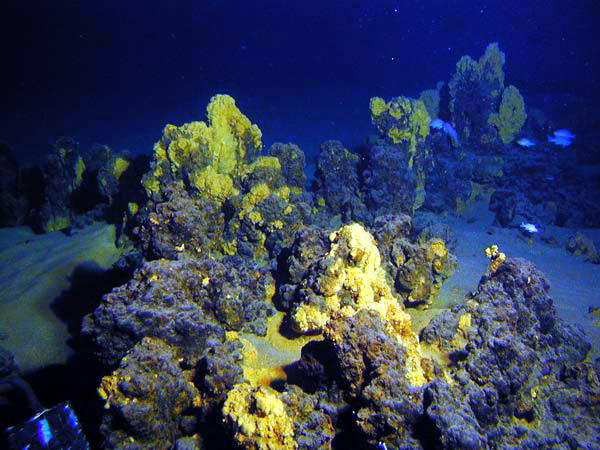